# Araneus cuiaba
Araneus cuiaba är en spindelart som beskrevs av Levi 1991. Araneus cuiaba ingår i släktet Araneus och familjen hjulspindlar. Inga underarter finns listade i Catalogue of Life.